# The Show of Shows
The Show of Shows (Brasil: A Parada das Maravilhas / Portugal: A Revista das Revistas) é um filme musical norte-americano de 1929, dirigido por John G. Adolfi e distribuído pela Warner Bros..